# Dietrich Weise
Dietrich Weise (Gröben, 1934. november 21. – Heilbronn, 2020. december 20.) német labdarúgó csatár, edző.

## Pályafutása

### Játékosként
1957–58-ban a Fortschritt Weißenfels, 1958 és 1964 között az SpVgg Neckarsulm labdarúgója volt. Ezt követően szerepelt még az Eintracht Frankfurt, a Viktoria Sindlingen, a Rot-Weiß Frankfurt és az 1. FSV Mainz 05 csapataiban.

### Edzőként
1969-ben és 1971–1973 között az 1. FC Kaiserslautern, 1973 és 1976 között az Eintracht Frankfurt, 1976 és 1978 között a Fortuna Düsseldorf vezetőedzője volt. 1978 és 1983 között a nyugatnémet-válogatott U18-as és U20-as ifjúsági csapatának az edzője volt. 1983-ban ismét az 1. FC Kaiserslautern, majd 1983 és 1986 között az Eintracht Frankfurt szakmai munkáját irányította. 1988 és 1991 között Egyiptomban tevékenykedett. 1988–89-ben az el-Ahlí vezetőedzője, majd 1990–91-ben az egyiptomi válogatott szövetségi kapitánya volt. Edzői pályafutását 1994 és 1996 között a liechtensteni válogatott szövetségi kapitányaként fejezte be.
Legnagyobb sikereit a nyugatnémet kupában érte el. 1972 és 1978 között három csapattal (1. FC Kaiserslautern, Eintracht Frankfurt, Fortuna Düsseldorf) négy alkalommal sikerült a döntőbe jutnia. Két alkalommal sikerült elnyernie a trófeát, 1974-ben és 1975-ben az Eintrachttal.

## Sikerei, díjai

### Edzőként
1. FC Kaiserslautern
- Nyugatnémet kupa (DFB Pokal)
  - döntős: 1972

 Eintracht Frankfurt
- Nyugatnémet kupa (DFB Pokal)
  - győztes: 1974, 1975

 Fortuna Düsseldorf
- Nyugatnémet kupa (DFB Pokal)
  - döntős: 1978